# 2016年印度尼西亞青少年羽毛球錦標賽
2016年印度尼西亚青少年羽毛球錦標賽，為第3屆印度尼西亚青少年羽毛球錦標賽，是一項由世界羽联主辦予各國的青年羽毛球選手（19歲以下）參加的国际性羽毛球賽事。本屆賽事在印度尼西亚雅加达內的Pembangunan Jaya Raya館舉行。本届赛事吸引了各國青年好手共同参与，則於9月13日至9月18日舉行。

## 優勝者
| 項目             | 金牌                                     | 银牌                                       | 铜牌                                          |
| 男子單打（詳細） | Gatjra Piliang Fiqilahi Cupu             | 奇科·奥拉·德维·瓦多约                      | Fathurrahman Fauzi                            |
| 男子單打（詳細） | Gatjra Piliang Fiqilahi Cupu             | 奇科·奥拉·德维·瓦多约                      | Woo Seung Hoon                                |
| 女子單打（詳細） | 杨佳敏                                   | 金佳恩                                     | 蓬帕威·磋楚翁                                 |
| 女子單打（詳細） | 杨佳敏                                   | 金佳恩                                     | 蒂娜·穆拉里塔兰                               |
| 男子雙打（詳細） | Muhammad Fachrikar 巴加斯·毛拉纳         | 安迪卡·拉馬迪安斯亞 里诺夫·里瓦尔迪        | Rizki Adam Calvin Kristanto                   |
| 男子雙打（詳細） | Muhammad Fachrikar 巴加斯·毛拉纳         | 安迪卡·拉馬迪安斯亞 里诺夫·里瓦尔迪        | 黄湙腾 苏伟译                                 |
| 女子雙打（詳細） | Virni Putri Jafar 皮塔·哈宁泰亚斯·门塔里 | Monika Insani Dianita Saraswati            | 雷泰差诺·莱素安 Alisa Sapniti                 |
| 女子雙打（詳細） | Virni Putri Jafar 皮塔·哈宁泰亚斯·门塔里 | Monika Insani Dianita Saraswati            | 温妮·奥克塔温纳·坎道 Marisa Vania Liske Teneh |
| 混合雙打（詳細） | 里诺夫·里瓦尔迪 阿普里亚尼·拉哈育        | 安迪卡·拉馬迪安斯亞 瓦尼亚·阿里安蒂·苏科措 | 阿姆里·萨纳维 米歇尔·克里斯廷·班达索          |
| 混合雙打（詳細） | 里诺夫·里瓦尔迪 阿普里亚尼·拉哈育        | 安迪卡·拉馬迪安斯亞 瓦尼亚·阿里安蒂·苏科措 | 许邦荣 陳雪柔                                 |